# پاسکواله براردی
پاسکواله براردی (انگلیسی: Pasquale Berardi؛ زادهٔ ۳ ژانویهٔ ۱۹۸۳) بازیکن فوتبال اهل ایتالیا است.
از باشگاه‌هایی که در آن بازی کرده‌است می‌توان به باشگاه فوتبال اسپال و باشگاه فوتبال باری اشاره کرد.